# Englische Netball-Nationalmannschaft
Die englische Netball-Nationalmannschaft (englisch England national netball team), auch bekannt als Vitality Roses, vertritt England im Netball auf internationaler Ebene. Das Team konnte bisher eine Silbermedaille bei der Netball-Weltmeisterschaft und ein Mal die Commonwealth Games gewinnen.

## Geschichte
Der erste englische Verband, die All England Netball Association wurde im Jahr 1926 gegründet und der erste nationale Wettbewerb erfolgte im Jahr 1932. Ihre ersten Test Matches bestritten sie im Jahr 1949 gegen Schottland und Wales. 1956 empfing das Team erstmals die Australien für Test matches. Sie waren dann auch Gründungsmitglied des Weltverbandes, der International Federation of Women’s Basketball and Netball (heute World Netball), im Jahr 1960. Bei der ersten Netball-Weltmeisterschaft 1963 belegten sie hinter Australien und Neuseeland den dritten Platz. Nach einem weiteren dritten Platz 1971 gelang ihnen 1975 dann erstmals der zweite Platz bei einem Weltturnier. In der Folge vielen sie dann jedoch über zwei Jahrzehnte auf den vierten Platz zurück, bevor sie 1999 wieder den dritten Platz erzielen konnten. Vorwiegend dritte Plätze erzielten sie auch bei den Commonwealth Games, bevor sie dprt 2018 erstmals ein Weltturnier für sich entscheiden konnten.

## Internationale Turniere

### Commonwealth Games
- 1998: 3. Platz
- 2002: 4. Platz
- 2006: 3. Platz
- 2010: 3. Platz
- 2014: 3. Platz
- 2018: Sieger
- 2022: 4. Platz

### World Games
- 1985: –
- 1989: 3. Platz
- 1993: –

### Netball-Weltmeisterschaften
- 1963: 3. Platz
- 1967: 4. Platz
- 1971: 3. Platz
- 1975: 2. Platz
- 1979: 4. Platz
- 1983: 4. Platz
- 1987: 4. Platz
- 1991: 4. Platz
- 1995: 4. Platz
- 1999: 3. Platz
- 2003: 4. Platz
- 2007: 4. Platz
- 2011: 3. Platz
- 2015: 3. Platz
- 2019: 3. Platz